# جمهرة (موقع)
جمهرة، هو موقع إلكتروني موسوعي تفاعلي، لتشارك الملخصات المعرفية المستندة إلى مصدر، يُعرض محتواه على شكل مشاركات قصيرة بطول 600 حرف، ما يعادل 100 كلمة تقريباً. تصنّف المنشورات ضمن تصنيفات رئيسية، بالإضافة إلى موضوعات والتي تعتبر بمثابة تصنيفات فرعية. تعتمد جمهرة على المساهمين المتطوعين في إثراء محتواها، على أن المشاركات تخضع للتدقيق والمراجعة قبل نشرها على صفحات الموقع. تشترط جمهرة إرفاق مصدر مع كل منشور، يظهر بجانب المعلومة، كما يظهر اسم المساهم. يكون للمساهم صفحة خاصة على موقع جمهرة، وتظهر جميع مشاركاته على صفحة حسابه.
جمهرة هي أيضاً شبكة تواصل اجتماعي، فهي توفر أدوات التفاعل التقليدية في منصات مثل تويتر وفيسبوك مثل زر الإعجاب وزر متابعة الأعضاء والتعليق على المنشورات ووضع علامة للاحتفاظ بالمنشورات للقراءة لاحقاً، فضلاً عن إضافة المنشورات. وبالإضافة للموقع، لجمهرة تطبيق للهواتف الذكية يعمل على نظامي أندرويد وIOS.

## التأسيس والبداية
تأسس الموقع بنسخته التجريبية تحت اسم وتدب witdip.com عام 2014 على يد مطوّر ومبرمج من مصر يدعى أحمد المصري، قبل أن يتنازل عنه لصحفي سوري يدعى أحمد حذيفة عام 2015 في صفقة لم تُكشف تفاصيلها. أطلق الموقع رسمياً في أبريل عام 2016، فيما أطلق التطبيق الخاص بنظام أندرويد في أكتوبر 2017، وفي وقت لاحق أطلقت نسخة لهواتف آيفون من التطبيق.

## معنى كلمة جمهرة
عام 2015 منحت المنصة اسماً جديداً مستوحى من التراث العربي بدل اسمها الأول «وتدب»، فصار جمهرة، وهو تعبير كان يطلق على الموسوعات والمعاجم، كما نرى في كتاب “جمهرة أشعار العرب” لأبي زيد القرشي (170 هـ)، و”جمهرة اللغة” لأبي بكر بن دريد الأزدي (321هـ) و”جمهرة الأمثال” لأبي هلال العسكري (395هـ) وغيرها الكثير.

وقد ذكر العلامة محمود شاكر في كتابه أباطيل وأسمار توضيحاً حول سبب تفضيله تعبير «جمهرة» على تعبير دائرة المعارف الذي كان رائجاً في القرنين التاسع عشر والعشرين كترجمة لكلمة Encyclopedia، فقال:
«وأنا كنت لا أرتاح إلى هذا اللفظ» دائرة المعارف«لأنه ترجمة وأُوثر عليه اللفظ الذي شاع عند أسلافنا وجهلناه اليوم وهو لفظ» الجمهرة«في مثل هذا المعنى نفسه.. فالجمهرة أو» دائرة المعارف«إنما هي مؤلَّف يتضمن معرفة صحيحة سليمة وافية عن كل موضوع يحتاج الناس إلى معرفته، ويستوعب في كل مادة من مواده خلاصة ما ينبغي أن تعرفه عن هذا الموضوع أو ذاك. أما المراد من تصنيف» الجمهرة«أو» دائرة المعارف«فهو أن تُيَسِّر لكل طالب معرفة من الأمة التي وضعت» الجمهرة«بلسانها، مادة تطابق الحق، وتطابق ثقافة الأمة، وتطابق عقائد هذه الأمة وتاريخها وحضارتها كلها على امتداد عصورها في التاريخ المتقادم».

## شعار جمهرة
تضع جمهرة عبارة الأديب المسلم ابن رشيق القيرواني الشهيرة «قيمة المرء ما يعرفه» شعاراً لها.

## الجوائز
فازت جمهرة بجائزة الألكسو للتطبيقات العربية في دورتها الثالثة التي عقدت في مدينة الحمامات التونسية عام 2017، في مجال التطبيقات الثقافية. وهذه الجائزة تنظمها وتمنحها المنظمة العربية للتربية والثقافة والعلوم «ألكسو»، وهي منظمة تابعة للجامعة العربية.

## وصلات خارجية
- “جمهرة” تنطلق رسميًا على الإنترنت.. موسوعة معرفية مركزة بمفهوم مبتكر
- موسوعة جمهرة تتوسع نحو الهواتف لحشد مستخدمين جدد
- «جمهرة».. موسوعة عربية تجمع «ويكيبيديا» و«تويتر» معا
- جمهرة.. مصدر موثوق للقراء في العالم العربي
- جمهرة: موسوعة معرفية لإثراء المحتوى العربي بمعلومات مختصرة وموثّقة
- أربعة أسباب تجعل تطبيق جمهرة رفيقك المعرفي
- هل تكفي تغريدة واحدة لحماية الحقائق والتخلّص من الأخبار الكاذبة؟

- موقع جمهرة
- صفحة المساعدة
- تطبيق جمهرة - أندرويد
- تطبيق جمهرة - IOS
- فيديو تعريفي

## هوامش
1. ↑  ""جمهرة" تنطلق رسميًا على الإنترنت .. موسوعة معرفية مركزة بمفهوم مبتكر". البوابة العربية للأخبار التقنية. 3 أبريل 2016. مؤرشف من الأصل في 2016-05-18. اطلع عليه بتاريخ 2019-09-29.
2. ↑  "عامين.. حان وقت الانطلاقة الحقيقية لـ"جمهرة" – جمهرة". مؤرشف من الأصل في 2019-01-25. اطلع عليه بتاريخ 2019-09-30.
3. ↑  اللغة، مجمع (الأربعاء، 1 يونيو 2016). "مجمع اللغة العربية الافتراضي: جمهرة ما فسره محمود شاكر في حواشي كتاب الوحشيات:". مجمع اللغة العربية الافتراضي. مؤرشف من الأصل في 2019-04-18. اطلع عليه بتاريخ 2019-09-29. {{استشهاد ويب}}: تحقق من التاريخ في: |تاريخ= (مساعدة)
4. ↑  بريس، تربية. "تتويج مغربي بمسابقة الألكسو للتطبيقات التعليمية العربية المنظمة بتونس". تربية بريس. مؤرشف من الأصل في 2018-01-08. اطلع عليه بتاريخ 2019-09-30.